# Estación de Rede
La Estación Ferroviaria de Rede, igualmente conocida como Estación de Rede, es una plataforma de la Línea del Duero, que sirve a parroquias de Vila Marim, en el ayuntamiento de Mesão Frio, en Portugal.

## Caracterización

### Localización y accesos
Se encuentra junto a la localidad de Rede, en la parroquia de Vila Marim.

### Descripción física
En enero de 2011, poseía 2 vías de circulación, ambas con 296 metros de longitud; las dos plataformas presentaban 178 y 153 metros de longitud, y 30 y 90 centímetros de altura. En octubre de 2004, esta plataforma tenía la clasificación E de la Red Ferroviaria Nacional.

### Servicios
En mayo de 2011, circulaban, en esta estación, convoyes Regionales e Interregionales de la operadora Comboios de Portugal.